# Futbol'nyj Klub Lokomotiv Moskva 2006
Questa voce raccoglie le informazioni riguardanti la Lokomotiv Moskva nelle competizioni ufficiali della stagione 2006.

## Maglie e sponsor
|  | Casa |  | Trasferta |

## Rosa
| N. |                                 | Ruolo | Calciatore         |
| -- | ------------------------------- | ----- | ------------------ |
| 21 | Uzbekistan (bandiera)           | P     | Aleksey Polyakov   |
| 22 | Svizzera (bandiera)             | P     | Eldin Jakupović    |
| 37 | Russia (bandiera)               | P     | Sergej Ryžikov     |
| 6  | Serbia (bandiera)               | D     | Branislav Ivanović |
| 5  | Bosnia ed Erzegovina (bandiera) | D     | Emir Spahić        |
| 16 | Russia (bandiera)               | D     | Vadim Evseev       |
| 17 | Russia (bandiera)               | D     | Dmitrij Sennikov   |
| 14 | Uzbekistan (bandiera)           | D     | Oleg Pašinin       |
| 30 | Georgia (bandiera)              | D     | Malkhaz Asatiani   |
| 15 | Brasile (bandiera)              | D     | Fininho            |
| 26 | Slovacchia (bandiera)           | D     | Marián Had         |
| 10 | Russia (bandiera)               | C     | Dmitrij Los'kov    |
| 8  | Uzbekistan (bandiera)           | C     | Vladimir Maminov   |
| 20 | Romania (bandiera)              | C     | Răzvan Cociș       |

| N. |                        | Ruolo | Calciatore\|          |
| -- | ---------------------- | ----- | --------------------- |
| 41 | Bielorussia (bandiera) | C     | Sjarhej Hurėnka       |
| 7  | Russia (bandiera)      | C     | Marat Izmajlov        |
| 63 | Russia (bandiera)      | C     | Dinijar Biljaletdinov |
| 40 | Russia (bandiera)      | C     | Aleksandr Samedov     |
| 18 | Russia (bandiera)      | C     | Ivan Starkov          |
| 24 | Tunisia (bandiera)     | C     | Chaker Zouaghi        |
| 25 | Ghana (bandiera)       | C     | Laryea Kingston       |
| 2  | Camerun (bandiera)     | C     | André Bikey           |
| 9  | Scozia (bandiera)      | A     | Garry O'Connor        |
| 11 | Russia (bandiera)      | A     | Dmitrij Syčëv         |
| 19 | Mali (bandiera)        | A     | Dramane Traoré        |
| 55 | Georgia (bandiera)     | A     | Giorgi Chelidze       |
| 50 | Russia (bandiera)      | A     | Shamil Asildarov      |

## Risultati

### Coppa di Russia
| Arbitro: | Semënov (San Pietroburgo) |

|                                                         |           |                            |
| Dmitrij Los'kov 20’, 23’ Antipenko 29’ (aut.) Syčëv 90’ | Marcatori | 43’ Mamayev 72’ Lachijalov |

| Arbitro: | Maly (Volgograd) |

|          |           |             |
| Kébé 43’ | Marcatori | 47’ Maminov |

| Arbitro: | Zakharov (Mosca) |

|              |           |  |
| Chochlov 90’ | Marcatori |  |

| Arbitro: | Evstigneev (Korolëv) |

|                                              |           |  |
| Biljaletdinov 9’ Syčëv 41’, 51’ O'Connor 86’ | Marcatori |  |

| Arbitro: | Nikolaev (Mosca) |

|                                          |           |  |
| Syčëv 28’ O'Connor 42’ Biljaletdinov 45’ | Marcatori |  |

| Arbitro: | Ivanov (Mosca) |

|                |           |                     |
| Bojarincev 53’ | Marcatori | 71’ Cociș 88’ Syčëv |

| Arbitro: | Baskakov (Mosca) |

|  |           |               |
|  | Marcatori | 103’ O'Connor |

### Coppa UEFA
| Arbitro: | McDonald |

|                                  |           |                      |
| Dmitrij Los'kov 35’ Ivanović 73’ | Marcatori | 90+3’ Vandermarliere |

| Arbitro: | Hyytiä |

|                          |           |  |
| Matthys 57’ Sergeant 82’ | Marcatori |  |